# Casimir Bizimungu
Casimir Bizimungu   (Ruanda, 1951) és un antic polític de Ruanda. Antic metge, és doctor en filosofia i doctor en medicina per universitats estatunidenques.
Va ocupar diverses carteres en el govern del MRND presidit per Juvénal Habyarimana fins a juliol de 1994. De 1989 a 1992 va ser ministre d'Afers Estrangers, i del 9 d'abril al 14 de juliol de 1994, durant el genocidi ruandès, va ser ministre de Salut en el govern interí ruandès.
El Tribunal Penal Internacional per a Ruanda (TPIR) va emetre una acusació contra ell i tres ministres, acusant-lo de conspiració per cometre genocidi, genocidi, incitació directa i pública al genocidi i crims contra la humanitat.
Bizimungu va ser arrestat l'11 de febrer de 1999 a la seva casa a Hurlingham, prop Nairobi, Kenya. El 23 de febrer de 1999 va ser transferit a la custòdia del TPIR.
El judici pel TPIR a Arusha, Tanzània, va començar el 6 de novembre de 2003. Bizimungu va ser jutjat juntament amb altres antics ministres: Jerome Bicamumpaka (Ministre d'Afers Exteriors), Justin Mugenzi (ministre de comerç), i Prosper Mugiraneza (ministre de servei civil).
El 30 de setembre de 2011, Casimir Bizimungu va ser absolt de tots els càrrecs al Tribunal Penal Internacional per a Ruanda i alliberat immediatament.